# Scincella lateralis
Scincella lateralis är en ödleart som beskrevs av  Thomas Say 1823. Scincella lateralis ingår i släktet Scincella och familjen skinkar. IUCN kategoriserar arten globalt som livskraftig. Inga underarter finns listade i Catalogue of Life.